# Rubus rydbergianus
Rubus rydbergianus är en rosväxtart som beskrevs av Liberty Hyde Bailey. Rubus rydbergianus ingår i släktet rubusar, och familjen rosväxter. Inga underarter finns listade i Catalogue of Life.